# Тхэ Ён Хо
Тхэ Ён Хо (кор. 태영호; род. 25 июля 1962, Пхеньян, КНДР) — южнокорейский политик, бывший северокорейский дипломат, бежавший в 2016 году Южную Корею, где впоследствии стал депутатом Национального собрания.

## Биография
Родился 25 июля 1962 года в Пхеньяне, КНДР. В своей автобиографии Тхэ Ён Хо рассказывает, что его дед был одним из первых сторонников Ким Ир Сена, а его отец был первым человеком из его деревни, который поступил в колледж. В юном возрасте он поехал в Китай, где он изучал английский язык. Позже он поступил в Пхеньянский университет иностранных языков, где учился с детьми традиционной северокорейской элиты. Также окончил Пекинский университет иностранных языков.
С 1980-х годов, после окончания учёбы, он работал дипломатом КНДР в Дании и Швеции. К 2016 году Тхэ Ён Хо работал заместителем посла в Соединённом Королевстве.

## Бегство в Южную Корею
Во время работы в Великобритании вместе с семьёй принял решение сбежать в Южную Корею. После побега на родине он был назван «человеческим отбросом». Как сообщили в Пхеньяне, в отношении дипломата проводится расследование, его подозревают в разглашении государственной тайны и незаконном присвоении чужого имущества. Сам Тхэ Ён Хо заявил, что не хочет, чтобы его дети, выросшие в свободной Великобритании, жили в КНДР в условиях угнетения.
После своего бегства Тхэ дал множество интервью и выступлений о скрытном, авторитарном и жестоком правительстве КНДР. Ссылаясь на убийства Ким Чен Нама и Чан Сон Тхэка, Тхэ считает, что он, скорее всего, является мишенью для Ким Чен Ына из-за своего бегства и откровенности.
В интервью в январе 2017 года Тхэ Ён Хо заявил, что санкции ООН против Северной Кореи наносят ущерб режиму Ким Чен Ына и что он находится под значительным давлением. В другом интервью в Тхэ сказал: «Я очень полон решимости сделать всё возможное, чтобы свергнуть режим, чтобы спасти не только членов моей семьи, но и весь северокорейский народ от рабства». Тхэ верит, что «режим Ким Чен Ына однажды рухнет в результате народного восстания». В интервью в апреле 2017 года Тхэ заявил, что Ким «был „в отчаянии“ в поддержании своего правления» и в значительной степени полагался на свои разработки ядерного оружия и баллистических ракет для сдерживания внешнего нападения и сохранения своей власти.

## Карьера после бегства
В 2020 году Тхэ Ён Хо стал депутатом Национального собрания Республики Корея от «Объединённой партии будущего» (ныне «Сила народа»).
Тхэ является сторонником Юн Сок Ёля, и в 2023 году прошёл в высший совет партии. В качестве политика он, с одной стороны, отмечается жёсткой антисеверокорейской позицией, а с другой, как и большинство сторонников Юна, ориентацией на «общечеловеческие ценности». Так, он представил законопроект, запрещающий убой собак и кошек, а также использование или продажу их мяса в пищу.
В 2024 году вступил в должность генерального секретаря Консультативного совета по мирному объединению.

## Личная жизнь
Тхэ женат на О Хе Сон (오혜선), дальней родственнице О Пэк Рёна, соратника Ким Ир Сена в 1930-х годах. У них двое сыновей. Старший сын Тхэ окончил британский университет, а младший, родившийся в Дании, когда Тхэ служил там дипломатом, учился в лондонской школе. Младшему сыну предложили место для изучения компьютерных наук в Имперском колледже Лондона.
После бегства Тхэ и его семьи его брат и сестра остались в Северной Корее. После своего бегства Тхэ заявил: «Я уверен, что моих родственников, братьев и сестёр либо отправляют в отдалённые закрытые районы, либо в лагеря для военнопленных, и это действительно разбивает мне сердце».